# Championnat de Bahreïn féminin de football
Le championnat de Bahreïn de football féminin est une compétition de football féminin.

## Palmarès
| Saison      | Champion                                                  |
| ----------- | --------------------------------------------------------- |
| 2004-2005   | Al-Najma (Manama)                                         |
| 2006 à 2010 | inconnu                                                   |
| 2010-2011   | Royal University for Women (Riffa)                        |
| 2011-2012   | inconnu                                                   |
| 2013        | Eastern Flames FC (Arabie Saoudite)                       |
| 2013-2014   | Venus Tekkers                                             |
| 2014-2015   | Arsenal Ladies                                            |
| 2015-2016   | Riffa Blue Pearls                                         |
| 2016-2017   | Riffa Blue Pearls                                         |
| 2017-2018   | Riffa Blue Pearls                                         |
| 2018-2019   | Riffa Blue Pearls                                         |
| 2019-2020   | compétition abandonnée à cause de la pandémie de covid-19 |
| 2020-2021   | compétition abandonnée à cause de la pandémie de covid-19 |
| 2021-2022   | Ravens FC                                                 |